# Bolívar (szczyt)
Pico Bolívar – najwyższy szczyt Wenezueli, w stanie Mérida. Leży w paśmie Cordillera de Mérida, w Parku Narodowym Sierra Nevada. Szczyt został nazwany na cześć południowoamerykańskiego bohatera Simóna Bolívara. Szczytu nie należy mylić z innym szczytem o podobnej nazwie – Simón Bolívar w Kolumbii. Według starszych pomiarów Pico Bolívar miał mieć wysokość 5007 m, wysokość tę wciąż podają niektóre źródła. W 2002 r. Diego Deiros, Carlos Rodríguez, José Hernández przeprowadzili pomiary z pomocą GPS, które wskazały wysokość 4978 ± 0,4 m.
Na Pico Espejo w pobliżu szczytu Pico Bolivar można dostać się kolejką linową Teleférico de Mérida, najwyżej położoną kolejką tego typu na świecie. U stóp góry znajduje się miasto Mérida.
Pierwszego wejścia na szczyt dokonali E. Bourgoin, H.M. Molina i D. Pena w 1935 r.